# Polycyrtus wilsoni
Polycyrtus wilsoni är en stekelart som beskrevs av Zuniga 2004. Polycyrtus wilsoni ingår i släktet Polycyrtus och familjen brokparasitsteklar. Inga underarter finns listade i Catalogue of Life.